# Ácido 3-hidroxipentanoico
Ácido 3-hidroxipentanoico, ácido 3-hidroxivalérico, ácido beta-hidroxipentanoico ou ácido beta-hidroxivalérico é um corpo cetônico de 5 átomos de carbono. Ele é produzido a partir de ácidos graxos de número ímpar de átomos de carbono no fígado e rapidamente entra no cérebro. Ao contrário de corpos cetônicos de 4 átomos de carbono, o ácido 3-hidroxipentanóico é anaplerótico, o que significa que pode preencher a variedade de intermediários do ciclo de Krebs. Os níveis de triglicérides trieptanoinas é usado clinicamente para produzir beta-hidroxipentanoato.